# Stazione di Tiera
La stazione di Tiera è la fermata ferroviaria a servizio dell'omonima frazione della città di Potenza. La fermata è sotto la gestione delle FAL.

## Dati ferroviari
La fermata dispone di un fabbricato viaggiatori, che ospita, la banchina e la pensilina.
È dotata di un binario passante utilizzato per il servizio viaggiatori.

## Movimento passeggeri e ferroviario
Nella fermata sostano tutti i treni per Altamura, Bari e quelli del servizio metropolitano di Potenza.